# What Could Have Been Love
"What Could Have Been Love" — силова балада американського хард-рок гурту Aerosmith, яка була випущена 22 серпня 2012 року. Вона увійшла до їхнього студійного альбому Music from Another Dimension!. Відео на сингл було випущено 18 жовтня 2012 року на Vevo. Прем'єра пісні наживо відбулася 8 листопада 2012 року на Chesapeake Energy Arena в Оклахома-Сіті, штат Оклахома.
У листопаді 2012 року пісня посіла сьоме місце в чарті Japan Billboard Japan Hot 100.

## Чарти
| Чарти (2012)                      | Пік позиції |
| --------------------------------- | ----------- |
| Японія (Japan Hot 100)            | 7           |
| US Rock Songs (Billboard)         | 48          |
| US Adult Pop Songs (Billboard)    | 22          |
| US Adult Contemporary (Billboard) | 28          |